# Gonarthrus leucomelas
Gonarthrus leucomelas är en tvåvingeart som beskrevs av Wray Merrill Bowden 1975. Gonarthrus leucomelas ingår i släktet Gonarthrus och familjen svävflugor. Inga underarter finns listade i Catalogue of Life.